# لايتون (كولومبيا البريطانية)
لايتون (بالإنجليزية: Lytton, British Columbia)‏ هي بلدة تقع في كندا في Thompson-Nicola Regional District. يقدر عدد سكانها بـ 228 نسمة ومساحتها 6.54 كم2 وترتفع عن سطح البحر 195 متر.

## المناخ
يظهر الجدول التالي التغييرات المناخية على مدار السنة للايتون:
| البيانات المناخية لـلايتون         | البيانات المناخية لـلايتون | البيانات المناخية لـلايتون | البيانات المناخية لـلايتون | البيانات المناخية لـلايتون | البيانات المناخية لـلايتون | البيانات المناخية لـلايتون | البيانات المناخية لـلايتون | البيانات المناخية لـلايتون | البيانات المناخية لـلايتون | البيانات المناخية لـلايتون | البيانات المناخية لـلايتون | البيانات المناخية لـلايتون | البيانات المناخية لـلايتون |
| الشهر                              | يناير                      | فبراير                     | مارس                       | أبريل                      | مايو                       | يونيو                      | يوليو                      | أغسطس                      | سبتمبر                     | أكتوبر                     | نوفمبر                     | ديسمبر                     | المعدل السنوي              |
| ---------------------------------- | -------------------------- | -------------------------- | -------------------------- | -------------------------- | -------------------------- | -------------------------- | -------------------------- | -------------------------- | -------------------------- | -------------------------- | -------------------------- | -------------------------- | -------------------------- |
| الدرجة القصوى °م (°ف)              | 16.5 (61.7)                | 18.3 (64.9)                | 24.7 (76.5)                | 33.9 (93.0)                | 40.4 (104.7)               | 41.1 (106.0)               | 44.4 (111.9)               | 41.8 (107.2)               | 38.7 (101.7)               | 29.9 (85.8)                | 22.8 (73.0)                | 17.8 (64.0)                | 44.4 (111.9)               |
| متوسط درجة الحرارة الكبرى °م (°ف)  | 2.3 (36.1)                 | 5.5 (41.9)                 | 11.5 (52.7)                | 16.2 (61.2)                | 20.3 (68.5)                | 24.3 (75.7)                | 27.8 (82.0)                | 28.4 (83.1)                | 22.6 (72.7)                | 14.6 (58.3)                | 5.8 (42.4)                 | 0.3 (32.5)                 | 15.0 (59.0)                |
| المتوسط اليومي °م (°ف)             | −0.7 (30.7)                | 1.7 (35.1)                 | 6.3 (43.3)                 | 10.3 (50.5)                | 14.4 (57.9)                | 18.4 (65.1)                | 21.2 (70.2)                | 21.6 (70.9)                | 16.2 (61.2)                | 9.8 (49.6)                 | 2.9 (37.2)                 | −2.5 (27.5)                | 10.0 (50.0)                |
| متوسط درجة الحرارة الصغرى °م (°ف)  | −3.7 (25.3)                | −2.1 (28.2)                | 1.0 (33.8)                 | 4.3 (39.7)                 | 8.5 (47.3)                 | 12.4 (54.3)                | 14.5 (58.1)                | 14.7 (58.5)                | 9.7 (49.5)                 | 5.1 (41.2)                 | −0.1 (31.8)                | −5.4 (22.3)                | 4.9 (40.8)                 |
| أدنى درجة حرارة °م (°ف)            | −31.7 (−25.1)              | −25.0 (−13.0)              | −21.1 (−6.0)               | −7.8 (18.0)                | −3.9 (25.0)                | 4.4 (39.9)                 | 6.1 (43.0)                 | 6.7 (44.1)                 | −2.2 (28.0)                | −18.1 (−0.6)               | −27.7 (−17.9)              | −30.6 (−23.1)              | −31.7 (−25.1)              |
| الهطول مم (إنش)                    | 58.7 (2.31)                | 43.2 (1.70)                | 31.2 (1.23)                | 20.8 (0.82)                | 20.6 (0.81)                | 17.8 (0.70)                | 18.7 (0.74)                | 25.4 (1.00)                | 29.0 (1.14)                | 41.2 (1.62)                | 60.3 (2.37)                | 63.9 (2.52)                | 430.6 (16.95)              |
| معدل هطول الأمطار مم (إنش)         | 42.2 (1.66)                | 34.7 (1.37)                | 24.6 (0.97)                | 20.8 (0.82)                | 20.6 (0.81)                | 17.8 (0.70)                | 18.7 (0.74)                | 25.4 (1.00)                | 29.0 (1.14)                | 40.0 (1.57)                | 48.0 (1.89)                | 41.6 (1.64)                | 363.3 (14.30)              |
| متوسط تساقط الثلوج سم (إنش)        | 19.4 (7.6)                 | 11.0 (4.3)                 | 6.2 (2.4)                  | 0.0 (0.0)                  | 0.0 (0.0)                  | 0.0 (0.0)                  | 0.0 (0.0)                  | 0.0 (0.0)                  | 0.0 (0.0)                  | 1.4 (0.6)                  | 12.8 (5.0)                 | 25.9 (10.2)                | 76.6 (30.2)                |
| متوسط أيام هطول الأمطار (≥ 0.2 mm) | 11.5                       | 10.5                       | 8.8                        | 7.2                        | 8.6                        | 7.2                        | 6.4                        | 6.4                        | 7.6                        | 10.5                       | 13.0                       | 12.1                       | 109.6                      |
| متوسط الأيام الممطرة (≥ 0.2 mm)    | 7.8                        | 7.9                        | 8.2                        | 7.2                        | 8.6                        | 7.2                        | 6.4                        | 6.4                        | 7.6                        | 10.3                       | 11.0                       | 5.8                        | 94.2                       |
| متوسط الأيام المثلجة (≥ 0.2 cm)    | 5.5                        | 3.6                        | 1.6                        | 0.0                        | 0.0                        | 0.0                        | 0.0                        | 0.0                        | 0.0                        | 0.4                        | 3.5                        | 8.1                        | 22.7                       |
| متوسط الرطوبة النسبية (%)          | 72.4                       | 62.0                       | 47.7                       | 38.3                       | 37.0                       | 34.5                       | 33.7                       | 31.9                       | 40.2                       | 55.7                       | 71.5                       | 76.3                       | 50.1                       |
| ساعات سطوع الشمس الشهرية           | 56.0                       | 81.6                       | 143.0                      | 186.7                      | 224.2                      | 243.8                      | 265.2                      | 244.2                      | 182.0                      | 121.8                      | 55.7                       | 48.1                       | 1٬852٫2                    |
| نسبة وصول أشعة الشمس               | 21.1                       | 28.8                       | 38.9                       | 45.2                       | 46.9                       | 49.8                       | 53.7                       | 54.4                       | 47.9                       | 36.4                       | 20.5                       | 19.1                       | 38.6                       |
| المصدر: Environment Canada         |                            |                            |                            |                            |                            |                            |                            |                            |                            |                            |                            |                            |                            |